# Janthinomyia felderi
Janthinomyia felderi är en tvåvingeart som beskrevs av Brauer och Julius Edler von Bergenstamm 1893. Janthinomyia felderi ingår i släktet Janthinomyia och familjen parasitflugor. Inga underarter finns listade i Catalogue of Life.